# 권홍국제미용학교
권홍국제미용학교(Kwonhong International Beauty School, KIBS)는 대한민국 서울특별시 강남구에 위치한 대안형 미용 교육기관이다.  이 학교는 권홍 원장에 의해 2019년에 설립되었으며, 미용 전문 교육과 함께 기독교 인성교육 및 국제 진학 프로그램을 운영한다.

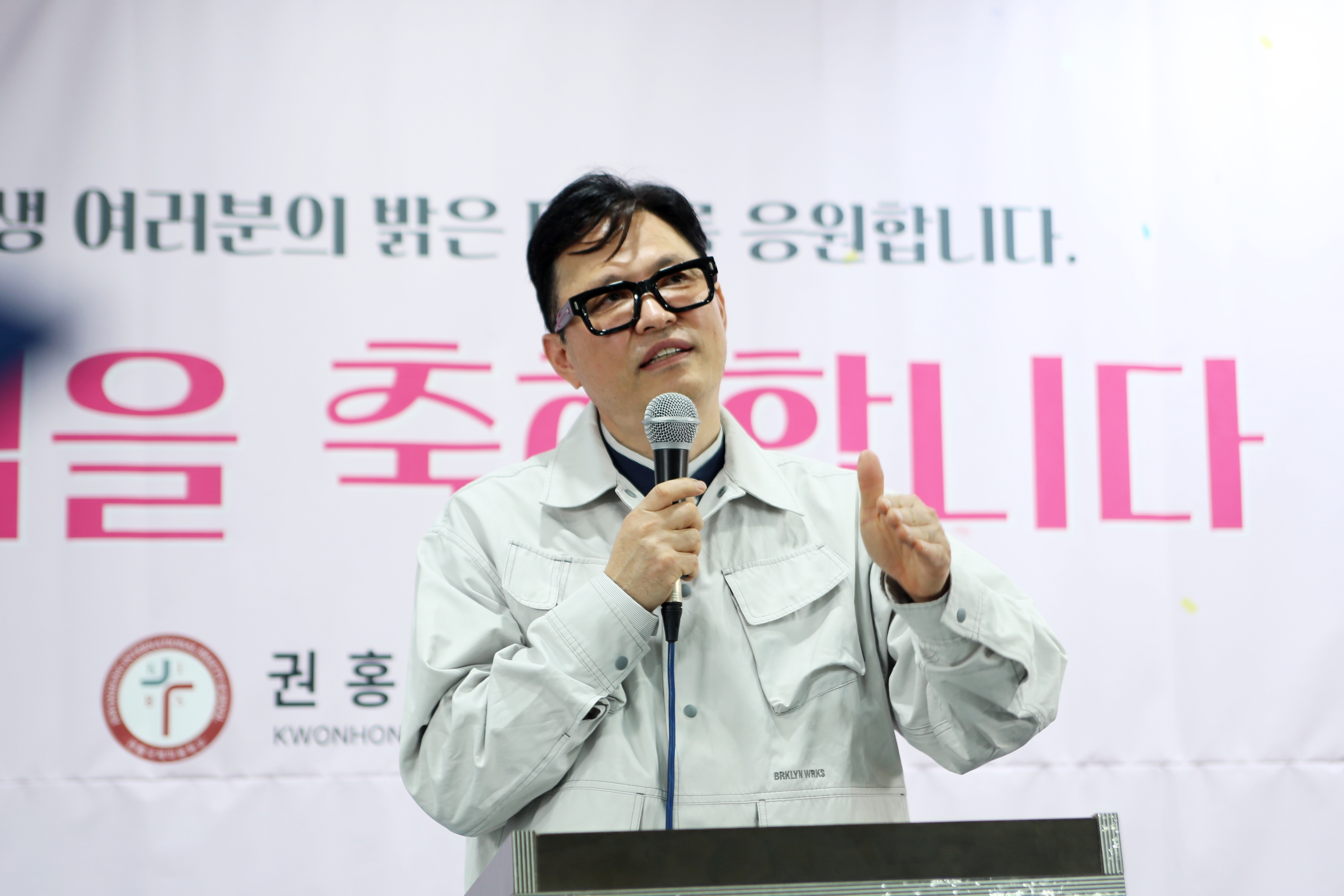
권홍원장, 권홍국제미용학교 졸업 연설 中

이 학교는 미용사 국가자격증 취득과 헤어디자이너 교육, 영어 교육과 리더십 교육 등을 목표로 하는 실무 중심 교육과정을 바탕으로, 학생들이 국내외 미용 산업에서 전문가로 성장할 수 있도록 다양한 현장 실습과 해외 연계 과정을 제공한다.

## 개요
권홍국제미용학교는 기존 일반계 고등학교와는 달리, 전문직업교육을 중심으로 한 대안교육 모델을 채택하고 있다.  정규 교과과정 외에도 미용 실기 교육, 성경 교육, 그리고 글로벌 커리큘럼(어학연수 및 유학 준비 과정)을 포함하고 있으며, 국내외 미용 전문가들과의 협업을 통해 실무 적응력을 높이고 있다.
학교 설립의 이면에는 "꿈이 있는 학교, 아이들이 행복한 학교"를 만들고자 하는 설립자의 교육 철학이 담겨 있으며, 이는 학생 중심의 배움과 자기실현을 지향하는 학교 운영의 핵심 가치로 이어지고 있다.

## 교육과정
- 미용 국가자격증 과정: 커트, 펌, 염색 등 이론 및 실기 통합 교육
- 현장 실습 프로그램: 권홍디자이너샵에서의 실습을 통해 실제 고객 응대와 살롱 운영 경험 제공
- 취업 연계 과정: 실습 이후 권홍헤어 신사본점 등 연계 살롱으로 취업 기회 제공
- 국제 진학 트랙: 필리핀 어학연수(IELTS 대비), 미국 산타모니카 칼리지(SMC) 진학 연계

## 특징
- 기독교 기반 인성 교육 병행
- K-뷰티 중심 실습 교육 제공
- 권홍디자이너샵 실습 → 권홍헤어 신사본점 취업 연계 시스템 운영
- 국내외 미용 산업 현장에 적응 가능한 실무 능력 강화
- 자매 기관과 연계한 실무 중심 교육환경 구축

## 설립자
권홍국제미용학교는 권홍 원장에 의해 2019년에 설립되었다.  그는 실무형 인재 양성과 진로 중심 교육의 필요성을 느끼고, 청소년들이 스스로의 꿈을 발견하고 행복한 학교 생활을 영위할 수 있도록 "꿈이 있는 학교, 아이들이 행복한 학교"라는 슬로건 아래 본 학교를 출범시켰다.
권홍 원장은 현재 권홍아카데미의 대표로도 활동하고 있으며, 미용교육과 실무 중심 커리큘럼 설계에 전문성을 갖춘 인물로 알려져 있다.  그의 오랜 미용 교육 경력과 함께, 학생 개개인의 잠재력을 존중하는 교육 방식을 실현해나가고 있다.
그의 신앙 성장기와 미용 교육자로서의 여정을 담은 저서 《약속》과 《원달란트》《권홍 커트 스타일북 3》를 출간하였으며, 이 책들에서 그는 하나님과의 약속을 지키며 살아온 삶의 이야기를 나누고 있다.

## 저서
* 《약속》 – 아름다운동행, 2015년.
* 《원달란트》 – 와웸퍼블, 2015년.
*《권홍 커트 스타일북 3》 – 노이드, 2006년. 

## 관련 기관
- 권홍아카데미: 미용전문가 양성 교육기관
- 권홍디자이너샵: 실무 실습 공간으로 활용
- 권홍헤어 신사본점: 졸업생 취업 연계 살롱
- 권홍국제미용학교놀이터: 권홍국제미용학교 카페

## 참고 자료
- “미용 기술 교육에 글로벌 진로까지… ‘권홍국제미용학교’ 눈길”. 국민일보. 2019년 10월 28일.
- 권홍국제미용학교 공식 홈페이지

## 방송 출연
권홍 원장은 2020년 2월 19일, C채널의 기독교 토크 프로그램인 《힐링토크 회복 플러스》 제149회에 출연하여 자신의 신앙 이야기와 미용 교육에 대한 비전을 나누었다.
1. ↑  “성공의 열쇠는 삶의 예배 - (주)권홍아카데미 권홍 대표”. C채널. 2020년 3월 4일.